# Erythronium hendersonii
Erythronium hendersonii, con el nombre común de Henderson's Fawn Lily, es una especie de planta bulbosa perteneciente a la familia de las liliáceas. Es originaria del sudoeste de Oregón, hasta el norte de California. Puede ser muy abundante en un lugar restringido como Rogue River, y Applegate River, en Condado de Josephine (Oregón) y Condado de Jackson (Oregón), y apenas en el norte del Condado de Siskiyou en California.

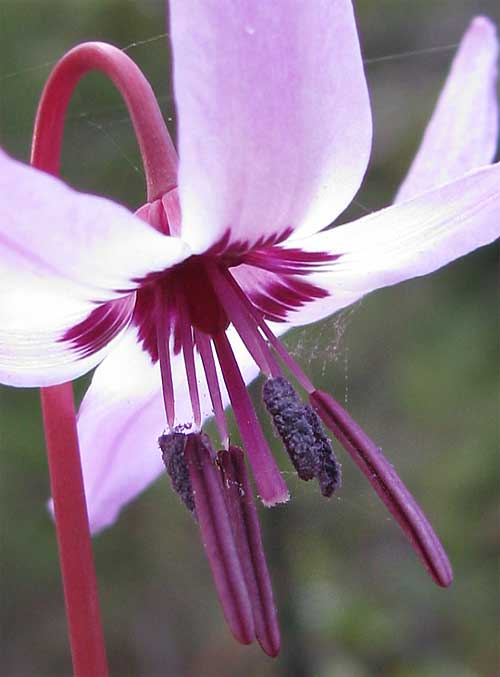
Detalle de la flor

## Descripción
E. hendersonii tiene un par de hojas moteadas, y puede soportar hasta once flores, pero más comúnmente tiene 1-4. El color de la flor se distingue entre todos los occidentales Erythroniums de América del Norte. El color de los tépalos recurvados varía desde un aterciopelado color morado oscuro, al color de la lavanda. La base de los tépalos es de color púrpura oscuro y rodeado de un tinte de color blanco o amarillo. El estigma es liso a poco tri- lóbulado, y las anteras son de color púrpura a marrón.

## Taxonomía
Erythronium hendersonii fue descrita por  Sereno Watson    y publicado en Proceedings of the American Academy of Arts and Sciences 22(2): 479–480. 1887.
Etimología
Erythronium: nombre genérico que  se refiere al color de las flores de algunas de sus especies de color rojo (del griego erythros = rojo), aunque también pueden ser de color amarillo  o blanco.
hendersonii: epíteto otorgado en honor del botánico estadounidense   Louis Forniquet Henderson.